# 馬爾文 (紐約州)
馬爾文（英語：Malverne）是位於美國紐約州拿騷縣的村。

## 人口
根據2020年美國人口普查的數據，馬爾文的面積為2.74平方千米，皆為陸地。當地共有人口8560人，而人口密度為每平方千米3,124人。